# 崇明图书馆
崇明區图书馆位于上海市崇明區城桥镇崇明大道7897号，是国家一级图书馆。

## 概况
崇明图书馆的前身是崇明私立第一图书馆，创建于1918年。在1980年、1984年分两期建造新馆，1998再次建造了人民路128号的新馆。当时位于人民路的图书馆建筑面积7129平方米，其中分馆750平方米，少儿馆646平方米，拥有藏书33万册。2012年，图书馆又迁入了位于崇明大道7897号的新馆，规模再次扩大，藏书53万册，占地面积1.6万平方米，建筑面积1.1万平方米。